# 野口啓代

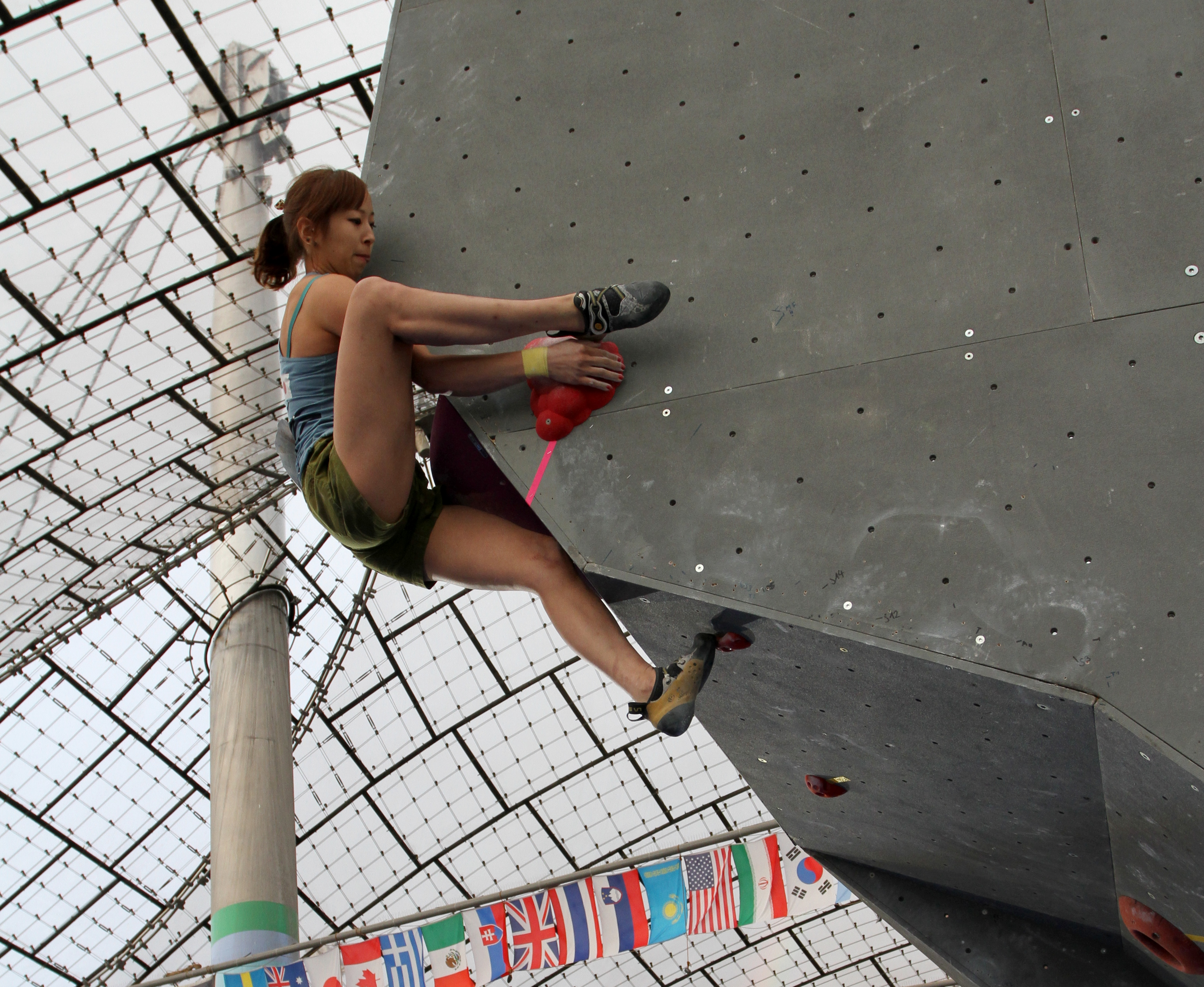
2012年の野口

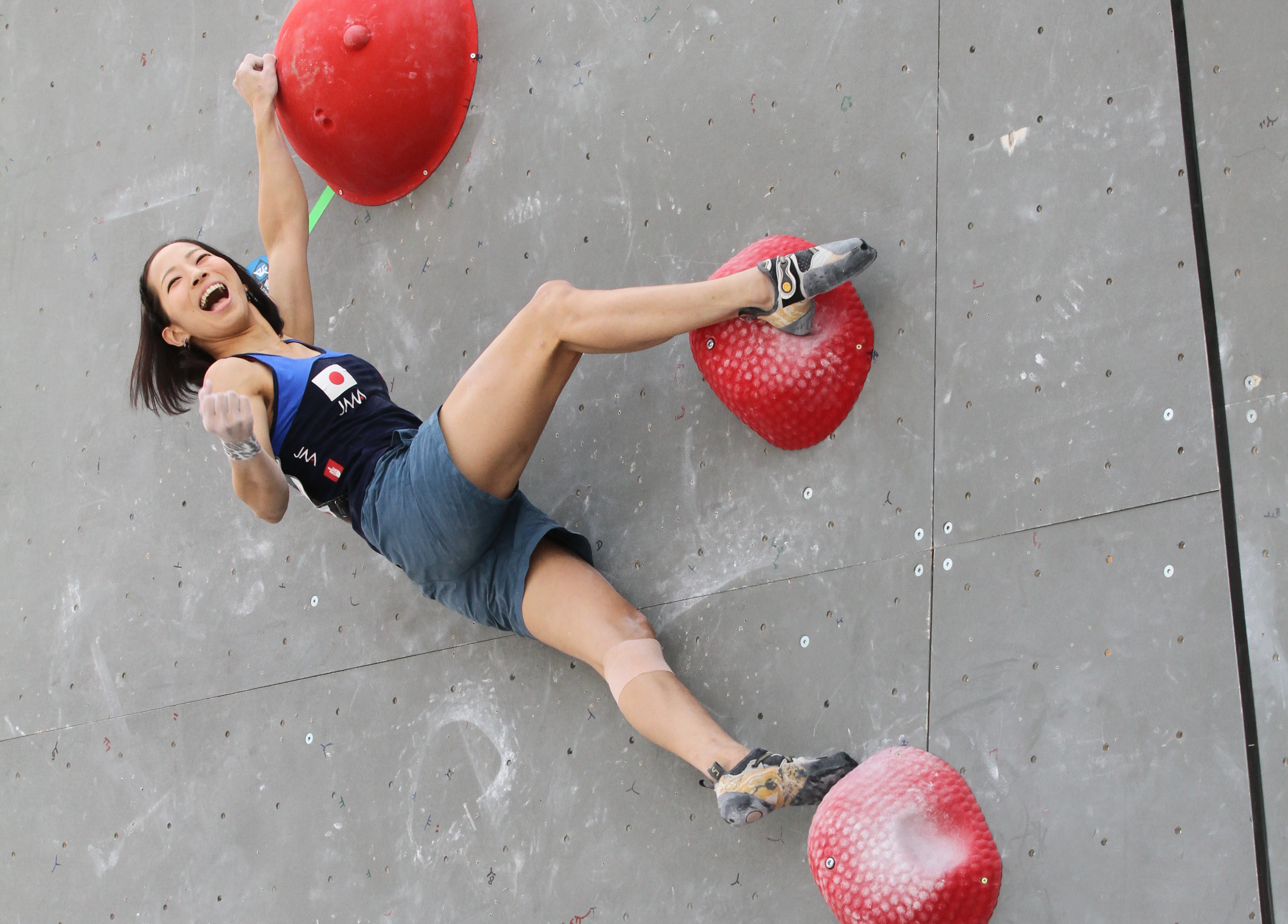
2015年の野口

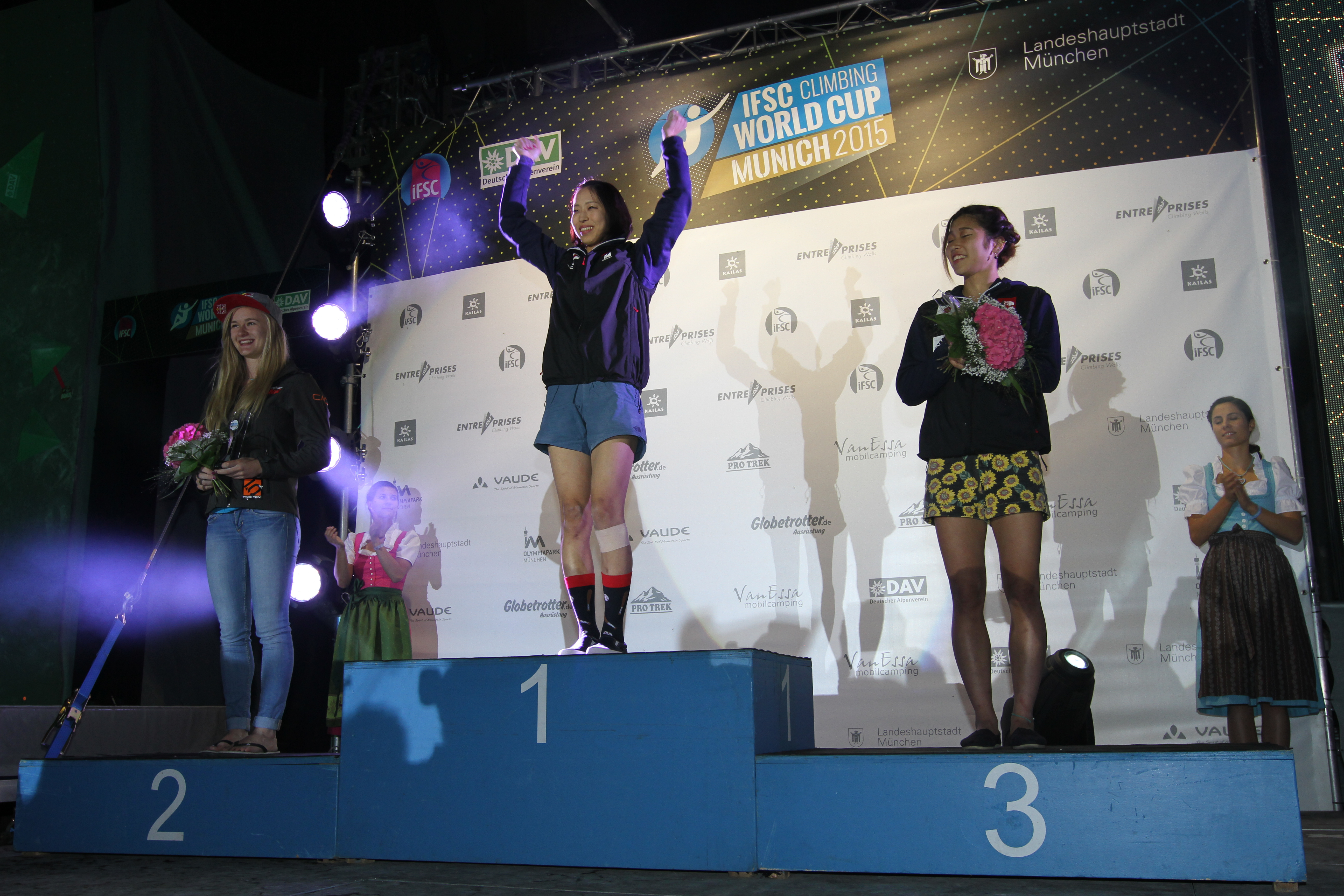
2015年の野口

野口 啓代（のぐち あきよ、1989年5月30日 - ）は、茨城県龍ケ崎市出身の日本のスポーツクライマー。夫はスポーツクライマーの楢﨑智亜。
東洋大学附属牛久高等学校、東洋大学ライフデザイン学部健康スポーツ学科を中退。身長：165cm、体重：49kg。
ワールドカップ優勝は通算21勝を数え、「日本クライミング界の女王」と呼ばれる。

## 経歴
2000年、小学校5年生の夏に家族旅行で訪れたグアムのゲームセンターでフリークライミングを体験する。帰国後もクライミングへの興味を持ち続け、自宅近くのつくば市にオープンしたばかりのPUMPスポーレクライミングジムに通いはじめる。小学校から中学校に進学する期間の春休みに開催された全日本ユース選手権では中高生を押しのけて優勝。クライミングを始めてわずか1年、小学6年生の時に全日本ユース制覇ということもあり、天才少女の出現と話題になった。
2008年7月、フランスのモントーバンで開催されたボルダリング・ワールドカップで優勝し、日本人としては2000年リード・ワールドカップの平山ユージ以来女子としては初めての優勝となった。秋のリード・ワールドカップでも入賞を続け、2008年度から新設されたクライミング・ワールドカップ・オーバーオール部門で初代女子チャンピオンを獲得した。
2019年8月に開催された『2019 IFSC クライミング世界選手権大会』（八王子市総合体育館）では2020年東京オリンピック・スポーツクライミング日本代表選考対象の大会となり、8月20日の女子複合種目決勝間に於いて総合2位となり、野口は世界選手権の日本人選手最上位に与えられるオリンピック日本代表選手内定を獲得した。
2020年東京オリンピックを最後に現役を引退することを決意していたが、コロナ禍で大会が1年延期したため現役を続行。2021年8月6日、2020年東京オリンピック（新競技） スポーツクライミング 女子複合決勝で銅メダルを獲得し現役を引退した。引退後はクライミングの普及のため様々な活動に尽力している。
2021年12月25日、自身のインスタグラムにて東京オリンピックスポーツクライミング男子代表である楢﨑智亜との結婚を発表した。

## 競技会の戦績
- 2002年
  - 小学6年生で全日本ユース選手権 優勝
- 2003年
  - B-Session 年間チャンピオン
- 2004年
  - ジャパンツアー年間2位 日本選手権2位 世界ユース選手権ユースB 4位
- 2005年
  - 第5回アジアユース選手権 ユースA 優勝
  - 世界選手権リード3位入賞・ボルダー 21位
  - 世界ユース選手権3位入賞 リード・ワールドカップ・上海大会 15位
  - 第1回ボルダリング・ジャパンカップ（神戸市） 優勝
  - 第19回リード・ジャパンカップ（加須市）優勝
- 2006年
  - リード・ワールドカップ・ドイツ大会 16位
  - リード・ワールドカップ・シンガポール大会 9位
  - 世界ユース選手権 2位
  - アジア選手権リード 2位入賞・ボルダリング 優勝
  - 第2回ボルダリング・ジャパンカップ（加須市） 優勝
  - 第20回リード・ジャパンカップ（真庭市）優勝
- 2007年
  - ボルダリング・ワールドカップ・ブルガリア大会 2位入賞
  - ボルダリング・ワールドカップ・オーストリア大会 4位
  - ボルダリング・ワールドカップ・スイス大会 2位入賞
  - ボルダリング・ワールドカップ・イタリア大会 3位入賞
  - リード・ワールドカップ・加須市大会 12位
  - 第3回ボルダリング・ジャパンカップ（竹田市） 優勝
  - 第21回リード・ジャパンカップ（秦野市）優勝
- 2008年
  - ボルダリング・ワールドカップ・レユニオン島大会 2位入賞
  - ボルダリング・ワールドカップ・スイス（グリンデルヴァルト）大会 3位入賞
  - ボルダリング・ワールドカップ・フランス（モントーバン）大会 優勝
  - 世界ユース選手権（シドニー） 優勝
  - チャレンジ!おおいた国体（リード） 優勝
  - チャレンジ!おおいた国体（ボルダリング） 優勝
  - リード・ワールドカップ・スロベニア（クラニ）大会 3位入賞
  - クライミング・ワールドカップ・オーバーオール部門 優勝
- 2009年
  - 第4回ボルダリング・ジャパンカップ（川越市） 優勝
  - ボルダリング・ワールドカップ加須大会（加須市） 優勝
  - ボルダリング・ワールドカップ オーストリア（ハル・イン・チロル）大会 優勝
  - ボルダリング・ワールドカップ オーストリア（ウィーン）大会 準優勝
  - ボルダリング・ワールドカップ アメリカ（ベイル（英語版））大会 3位
  - ボルダリング・ワールドカップ オランダ（アイントホーフェン）大会 優勝
  - ボルダリング・ワールドカップ2009 年間ランキング 優勝
  - 世界選手権・ボルダリング 5位
  - 世界選手権・個人総合 優勝
  - アジア選手権（韓国春川市） ボルダリング 優勝・リード 準優勝
  - 第5回ボルダリング・ジャパンカップ（深谷市） 優勝
- 2010年
  - ボルダリング・ワールドカップ スイス大会 準優勝
  - ボルダリング・ワールドカップ オーストリア大会 優勝
  - ボルダリング・ワールドカップ アメリカ大会 7位
  - ボルダリング・ワールドカップ ロシア大会 4位
  - ボルダリング・ワールドカップ オランダ大会 4位
  - ボルダリング・ワールドカップ イギリス大会 3位
  - ボルダリング・ワールドカップ ドイツ大会 優勝
  - アルコロックマスター招待コンペ イタリア大会 3位
  - リード・ワールドカップ 中国大会 3位
  - リード・ワールドカップ 韓国大会 9位
  - アジア選手権リード 中国大会 準優勝
  - アジア選手権ボルダー 中国大会 優勝
  - リード・ワールドカップ 中国大会 9位
  - リード・ワールドカップ スロベニア大会 3位
  - クライミング・ワールドカップ・ボルダリング部門 年間ランキング 1位
  - クライミング・ワールドカップ・オーバーオール部門 年間ランキング 2位
- 2011年
  - ボルダリング・ワールドカップ イタリア（ミラノ）大会 4位
  - ボルダリング・ワールドカップ スロベニア（ログドラゴメール）大会 準優勝
  - ボルダリング・ワールドカップ オーストリア（ウィーン）大会 7位
  - ボルダリング・ワールドカップ オランダ（アイントホーヘン）大会 優勝
  - ボルダリング・ワールドカップ スペイン（バルセロナ）大会 優勝
  - ボルダリング・ワールドカップ 英国（シェフィールド）大会 優勝
  - 第6回 ボルダリング・ジャパンカップ（長崎市） 優勝
- 2012年
  - ボルダリング・ワールドカップ 中国（重慶市）大会 優勝
  - ボルダリング・ワールドカップ オーストリア（ウィーン）大会 優勝
  - adidas ROCKSTARS 2012 （ドイツ・シュトゥットガルト） 準優勝
  - 第3回アジアンビーチゲームズ中国（海陽市） 準優勝
  - 第7回ボルダリング・ジャパンカップ（長崎市） 優勝
- 2013年
  - THE NORTH FACE CUP 2013 本戦（入間市） Women's Division1 優勝
  - 第8回ボルダリング・ジャパンカップ（世田谷区） 優勝
  - ボルダリング・ワールドカップ オーストリア（インスブルック）大会 3位
  - ボルダリング・ワールドカップ カナダ（トロント）大会 準優勝
  - ボルダリング・ワールドカップ アメリカ（ヴェイル）大会 準優勝
- 2014年
  - THE NORTH FACE CUP 2014 本戦（入間市） Women's Division1 優勝
  - 第9回ボルダリング・ジャパンカップ（静岡市） 優勝
  - ボルダリング・ワールドカップ 中国（重慶市）大会 3位
  - ボルダリング・ワールドカップ アゼルバイジャン（バクー）大会 3位
  - ボルダリング・ワールドカップ スイス（グリンデンワルト）大会 4位
  - ボルダリング・ワールドカップ オーストリア（インスブルック）大会 2位
  - ボルダリング・ワールドカップ カナダ（トロント）大会 優勝
  - ボルダリング・ワールドカップ アメリカ（ヴァイル）大会 優勝
  - ボルダリング・ワールドカップ 中国（海陽）大会 優勝
  - ボルダリング・ワールドカップ フランス（ラヴァル）大会 優勝
  - ボルダリング・ワールドカップ 年間 優勝
- 2015年
  - ボルダリング・ワールドカップ カナダ（トロント）大会 2位
  - ボルダリング・ワールドカップ アメリカ（ヴェイル）大会 2位
  - ボルダリング・ワールドカップ 中国（重慶市）大会 優勝
  - ボルダリング・ワールドカップ 中国（海陽市）大会 2位
  - ボルダリング・ワールドカップ ドイツ（ミュンヘン）大会 4位
  - ボルダリング・ワールドカップ 年間 優勝
- 2016年
  - 第11回ボルダリング・ジャパンカップ（加須市） 優勝
  - 全日本クライミング・ユース選手権リード競技大会2016（印西市） 優勝
  - ボルダリング・ワールドカップ スイス（マイリンゲン）大会 4位
  - ボルダリング・ワールドカップ 中国（重慶市）大会 2位
  - ボルダリング・ワールドカップ インド（ムンバイ）大会 3位
  - アジア選手権ボルダー 中国大会 優勝
  - 世界選手権ボルダー フランス（パリ）大会 3位
  - リード・ワールドカップ スロベニア（クラニ）大会 2位
- 2017年
  - 第12回ボルダリング・ジャパンカップ（渋谷区） 2位
  - 日本選手権リード競技大会（加須市） 優勝
  - ボルダリング・ワールドカップ 八王子大会 2位
- 2018年
  - 第13回ボルダリング・ジャパンカップ（世田谷区） 優勝
  - ボルダリング・ワールドカップ スイス（マイリンゲン）大会 3位
  - ボルダリング・ワールドカップ ロシア（モスクワ）大会 3位
  - ボルダリング・ワールドカップ 中国（重慶市）大会 優勝
  - ボルダリング・ワールドカップ 中国（泰安市）大会 優勝
  - ボルダリング・ワールドカップ 日本（八王子市）大会 優勝
  - ボルダリング・ワールドカップ アメリカ（ヴェイル）大会 3位
  - 第1回コンバインド・ジャパンカップ（盛岡市） 優勝
  - ボルダリング・ワールドカップ ドイツ（ミュンヘン）大会 3位
  - ボルダリング・ワールドカップ オーストリア（インスブルック）大会 2位
  - ボルダリング・ワールドカップ 中国（呉江区）大会 4位
  - ボルダリング・ワールドカップ 中国（廈門）大会 3位
  - アジアン・チャンピオンシップ 日本（倉吉市）大会 優勝
- 2019年
  - 第14回ボルダリング・ジャパンカップ（世田谷区） 2位
  - ボルダリング・ワールドカップ スイス（マイリンゲン）大会 2位
  - ボルダリング・ワールドカップ 中国（重慶市）大会 2位
  - ボルダリング・ワールドカップ 中国（呉江区）大会 2位
  - 第2回コンバインド・ジャパンカップ（西条市） 2位
  - ボルダリング・ワールドカップ アメリカ（ヴェイル）大会 2位
  - 第32回リード・ジャパンカップ（印西市）優勝
- 2020年
  - 第15回ボルダリング・ジャパンカップ（世田谷区） 2位
  - 第2回スピード・ジャパンカップ（昭島市）4位
  - 第33回リード・ジャパンカップ（盛岡市）2位
- 2021年
  - 第16回ボルダリング・ジャパンカップ（世田谷区） 7位
  - 第3回スピード・ジャパンカップ（亀岡市）1位
  - 第34回リード・ジャパンカップ（印西市）2位
  - ボルダリング・ワールドカップ スイス（マイリンゲン）大会 4位
  - 第23回オリンピック競技大会 東京 3位

## 外岩での記録
- 2008年11月23日 伊豆の国市城山の「ポコチン大魔王」（5.12d）をフラッシング[9]
- 2008年12月11日 伊豆の国市城山の「リキッドフィンガー」（5.13d）をレッドポイント[9]
- 2013年2月12日 伊東市城ヶ崎・シーサイドのシンデレラボーイ（5.13a/b）をオンサイトし、日本人女性による国内オンサイトグレードを更新[10]
- 2013年6月22日 北海道占冠村・赤岩青巌峡の「日高源流エサオマン」 (5.13b) をオンサイトし、自分が持つ国内オンサイトグレードを更新[11]
- 2013年12月7日 スペイン・オリアナで「Mind Control」（8c+/5.14C）をレッドポイントし、日本人女性最高RPグレードを更新[1][12]

## ギャラリー

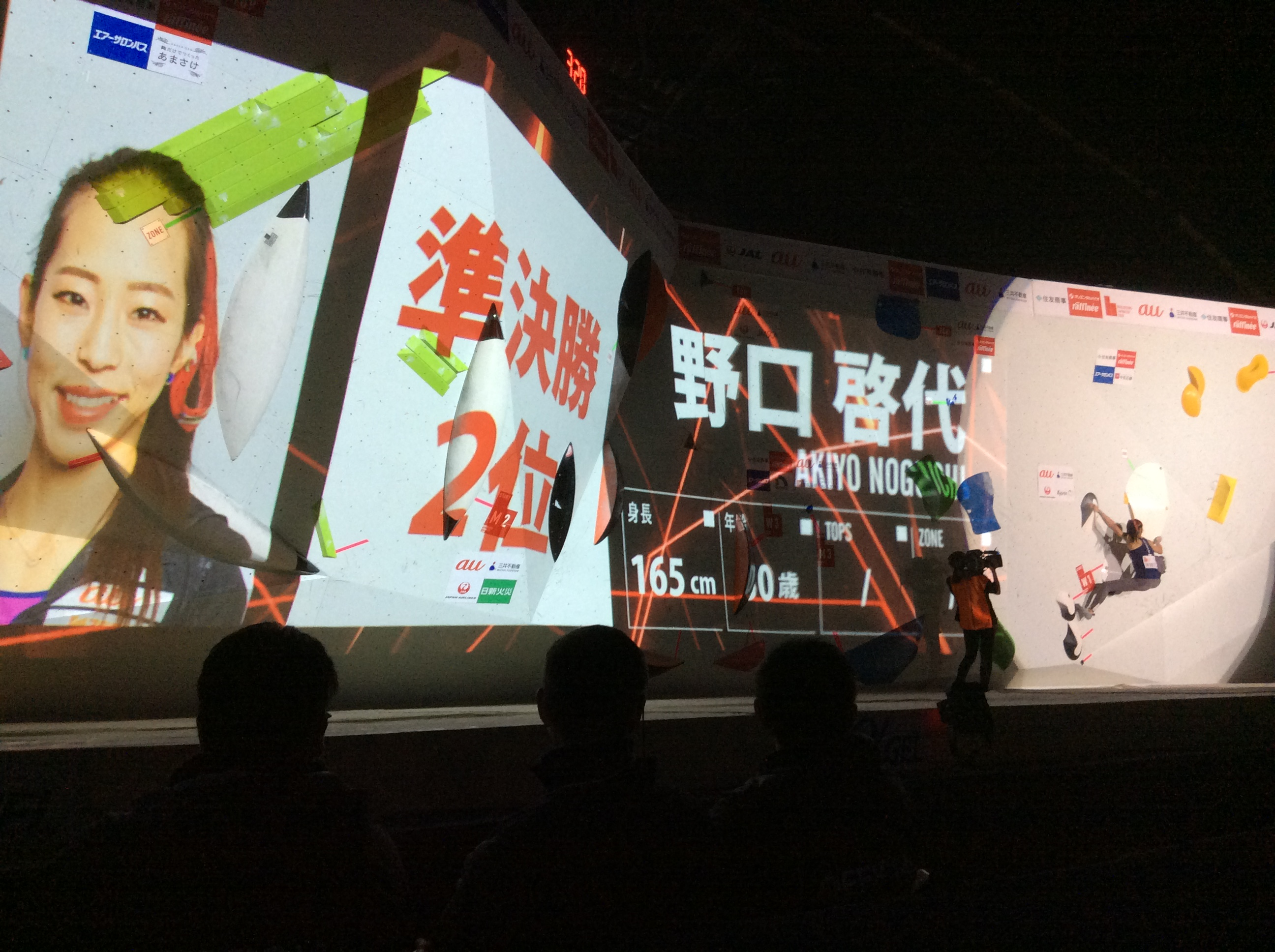
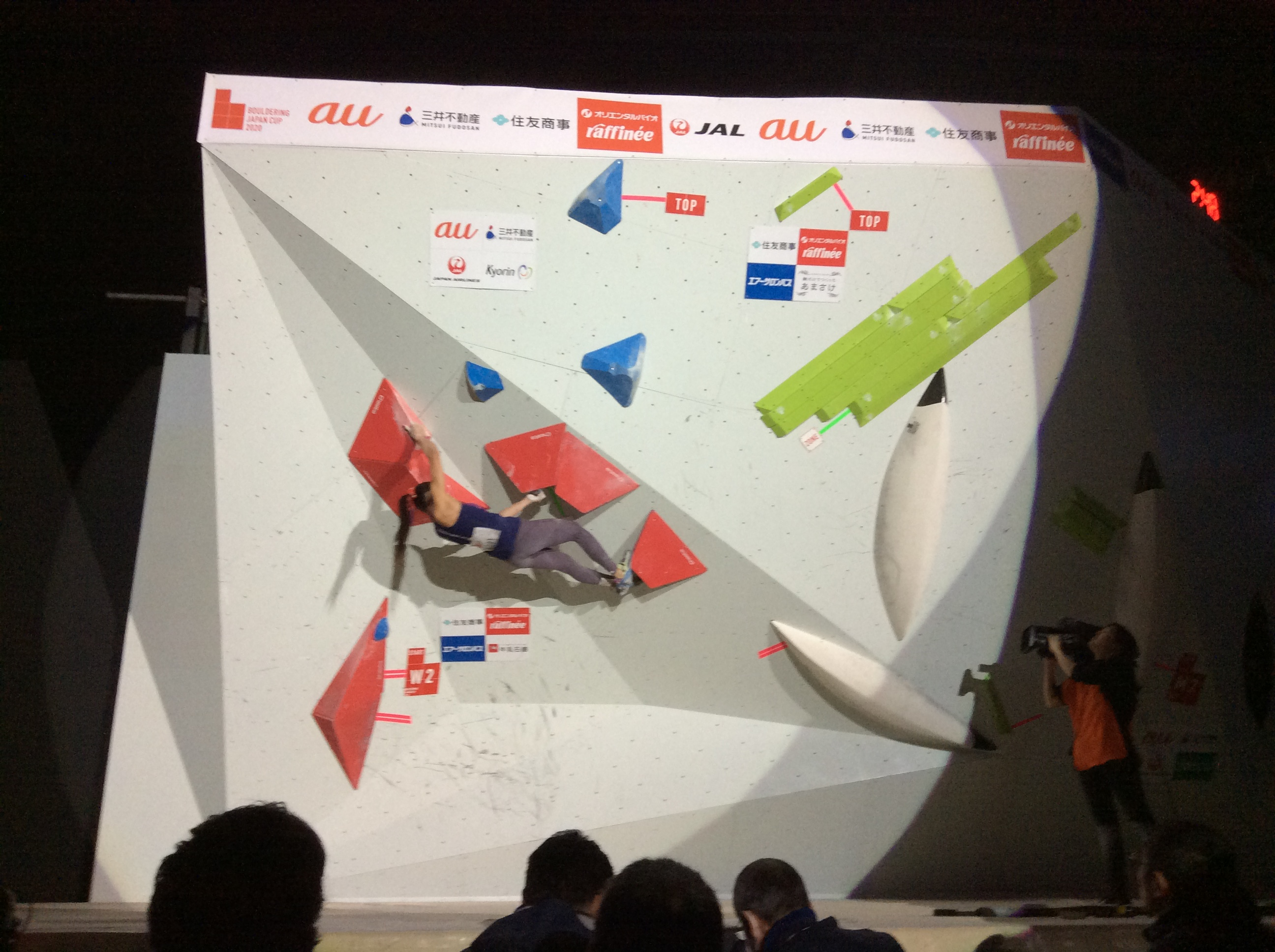
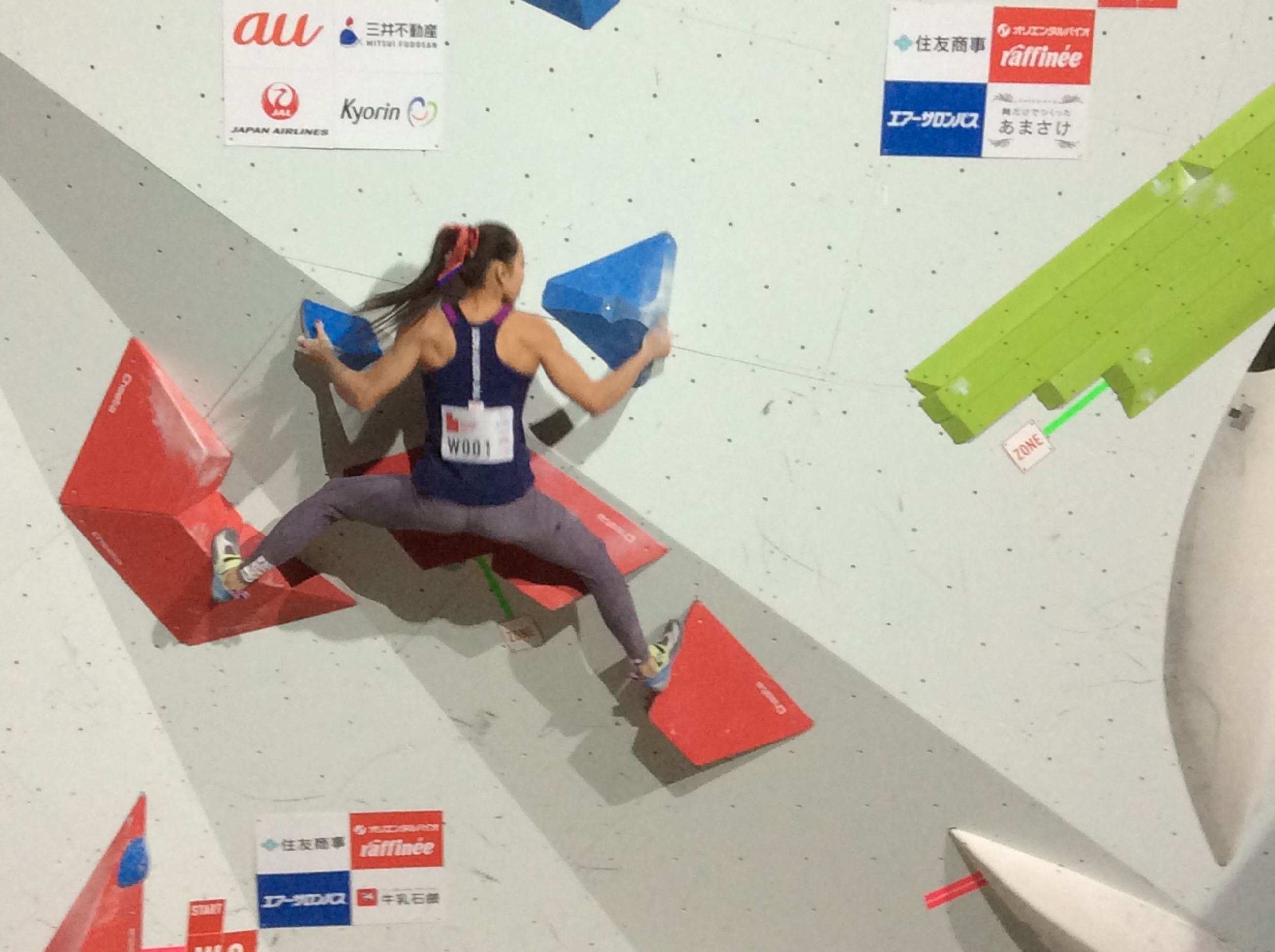
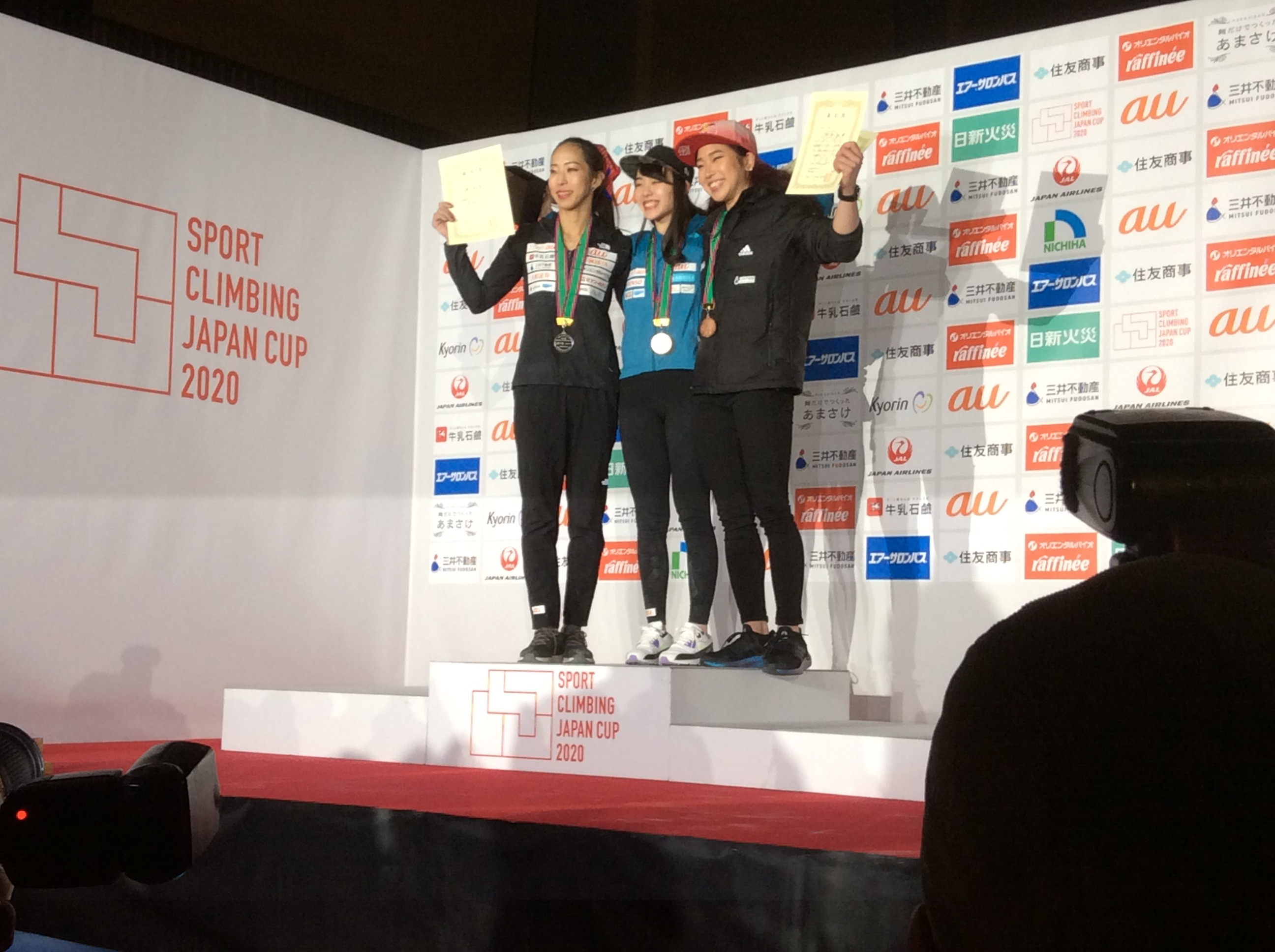